# Häuslaign
Häuslaign (mundartl.: Heisloing(à)) ist ein Ortsteil der Gemeinde Pleiskirchen im oberbayerischen Landkreis Altötting. 

## Lage
Die Einöde Häuslaign liegt etwa 3,5 Kilometer nördlich von Pleiskirchen. 

## Geschichte
Der Name der Einöde bezeichnet ein kleines Haus in freieigentümlichem Besitz, das also von Anfang an keiner Grundherrschaft unterworfen war. 1560 wird es als Heisl zu Eigen bezeichnet.
Als Teil der damaligen Gemeinde Oberpleiskirchen wurde Häuslaign durch den Zusammenschluss von Unterpleiskirchen mit Oberpleiskirchen am 1. Januar 1966 ein Teil der neu gegründeten Gemeinde Pleiskirchen.

## Persönlichkeiten
Auf dem Bauernhof lebte bis zu seinem Tod im Juni 2024 der bayerische Musiker und Kabarettist Fredl Fesl mit seiner zweiten Frau Monika.